# Dr.-Edvard-Beneš-Brücke
Die Dr.-Edvard-Beneš-Brücke (tschechisch: Most Dr. Edvarda Beneše) ist die zweite Elbquerung in der nordböhmischen Stadt Ústí nad Labem (Aussig an der Elbe). Sie dient sowohl dem Straßenverkehr als auch Fußgängern und gehört zur Bauart der Balkenbrücken nach dem System von Josef Langer. Die Brücke verbindet die Stadtteile Ústí nad Labem-město und Střekov (Schreckenstein).

## Geschichte
Mit dem Bau der Österreichischen Nordwestbahn (ÖNWB) im Jahr 1874 gab es bei Aussig eine erste Elbbrücke an deren Zweigstrecke von Schreckenstein nach Aussig. Die untere Ebene dieser doppelstöckigen Nordwestbahnbrücke diente dem Straßenverkehr.
Um das Jahr 1908 begann man in Aussig mit den Planungen für eine zweite Elbbrücke – eine Notwendigkeit, die durch das rasche Wachstum der Stadt und die zunehmende Verbreitung des Automobils entstanden war. Doch erst in den 1930er Jahren konnten die Bauarbeiten umgesetzt werden. Von 1934 bis 1936 errichtete man die Brücke, die mit einer Spannweite von 123,6 Metern damals die größte ihrer Art in der Tschechoslowakei war.

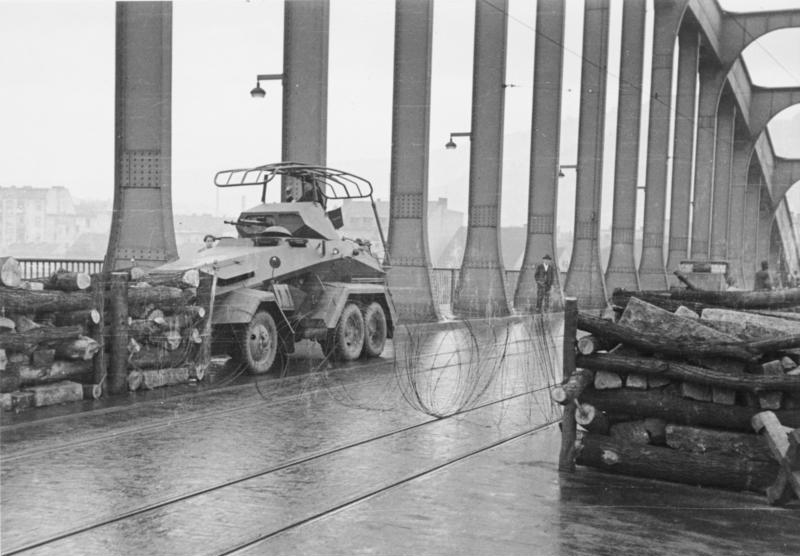
Barrikade der deutschen Wehrmacht auf der Brücke (9. Oktober 1938)

Nach dem Münchner Abkommen lag Aussig und die Brücke ab 1. Oktober 1938 auf deutschem Staatsgebiet. Am Tag der Besetzung durch die deutsche Wehrmacht am 9. Oktober wurde die Brücke gesichert und eine provisorische Barrikade errichtet. Der Kraftfahrzeugverkehr und der Betrieb der Straßenbahn wurde auf Rechtsverkehr umgestellt.
Nach dem Ende des Zweiten Weltkriegs war die Brücke am 31. Juli 1945 zentraler Ort des Massakers von Aussig, nach dem im Stadtteil Schönpriesen ein Munitionsdepot explodierte. Bei diesem Pogrom an der deutschsprachigen Zivilbevölkerung kamen mindestens 43 Menschen ums Leben. Eine Gedenktafel auf der Brücke erinnert daran.
Im Laufe der Jahre wurde die Dr.-Edvard-Beneš-Brücke mehrfach renoviert, um ihre Funktionstüchtigkeit zu erhalten. Eine umfassende Sanierung in den 1990er Jahren stärkte die Konstruktion erheblich und sicherte ihre Nutzung für die kommenden Jahrzehnte.
Vom 9. September 1936 bis 30. Juni 1968 führte eine Linie der Straßenbahn Ústí nad Labem über die Brücke.

## Bau

### Bauphase
Im Sommer 1934 begannen auf der Aussiger Seite die ersten vorbereitenden Arbeiten, darunter der Bau eines 70 Meter langen Damms durch die Firma Wähner & Co. Die Stahlkonstruktion der Brücke wurde von den Witkowitzer Eisenwerken gefertigt und im Winter 1934/35 geliefert. Ihre Qualität wurde durch rund 2.000 Festigkeitsprüfungen bestätigt. Die gesamte Konstruktion hatte ein Gewicht von etwa 1.760 Tonnen. Während die Eisenwerke Witkowitz die Hauptteile der Bögen und der Fahrbahn herstellten, lieferte der Ingenieur František Prášil aus Prag die Querträger, und das Unternehmen Georg Schicht AG aus Schreckenstein die Geschossträger und Geländer.
Für die Montage wurden rund 1200 m³ Bauholz für das Gerüst benötigt. Da die Elbe als Wasserstraße schiffbar bleiben musste, wurde ein 30 Meter breiter Durchlass mit zwei Hilfsbrücken überbrückt. Die Montage begann im Mai 1935 auf der Schreckensteiner Seite. Ursprünglich wurden die Stahlteile verschraubt, nach Abschluss der Montage am 20. September 1935 wurden sie durch rund 140.000 Niete ersetzt, die von 17 Arbeitsteams unter Verwendung von Druckluftmaschinen verarbeitet wurden. Am 25. Oktober 1935 wurden die provisorischen Hilfsbrücken und das Holzgerüst entfernt.

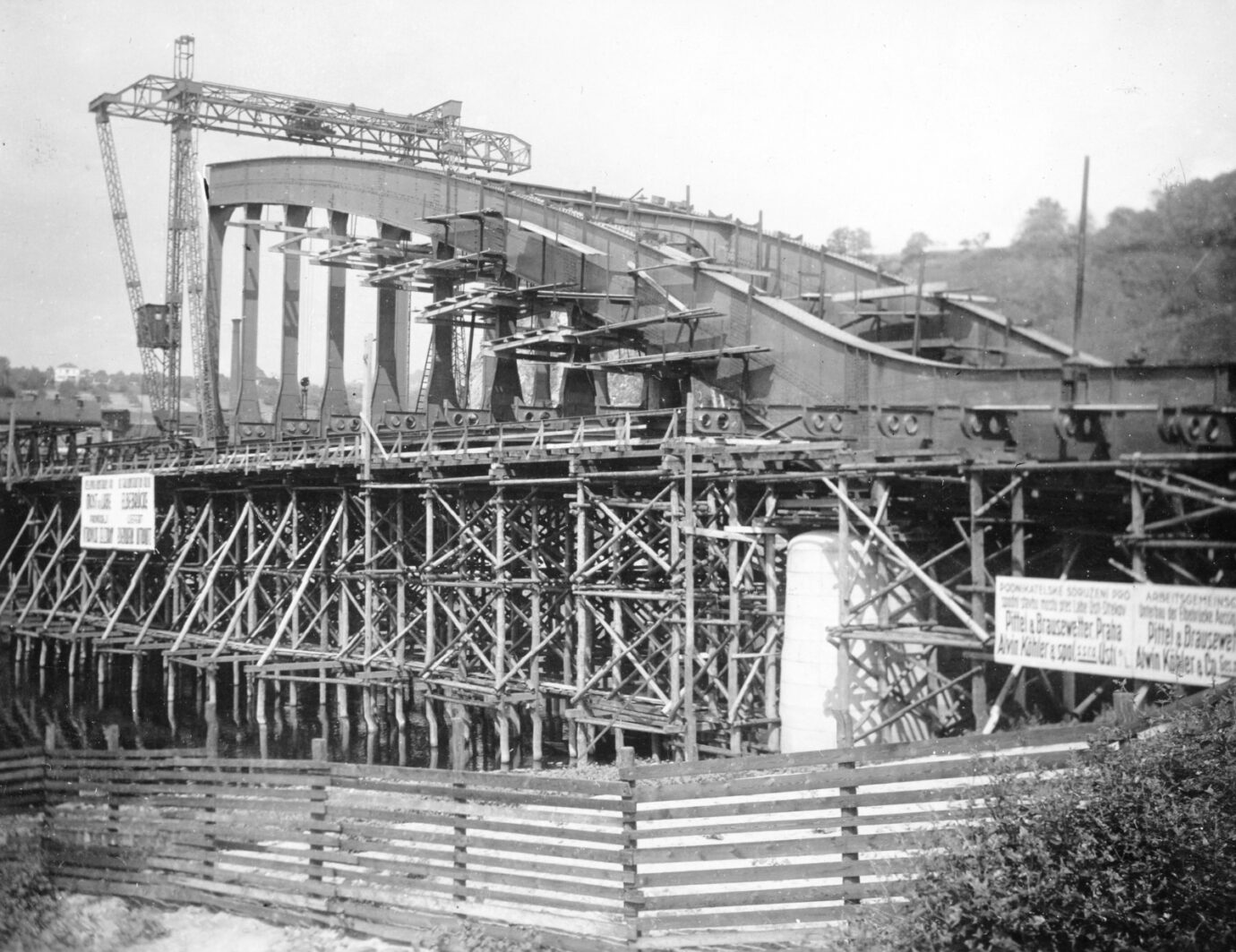
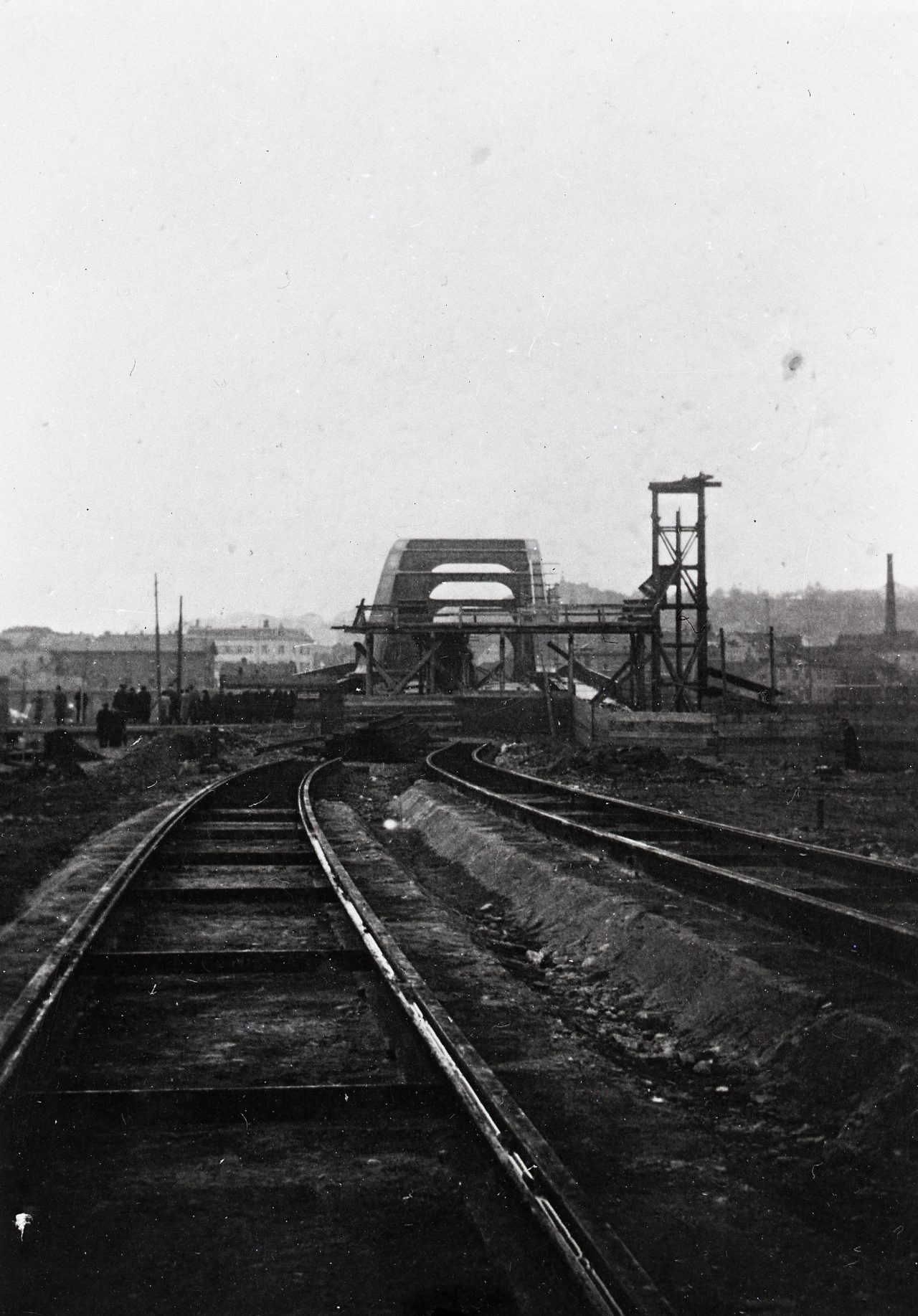
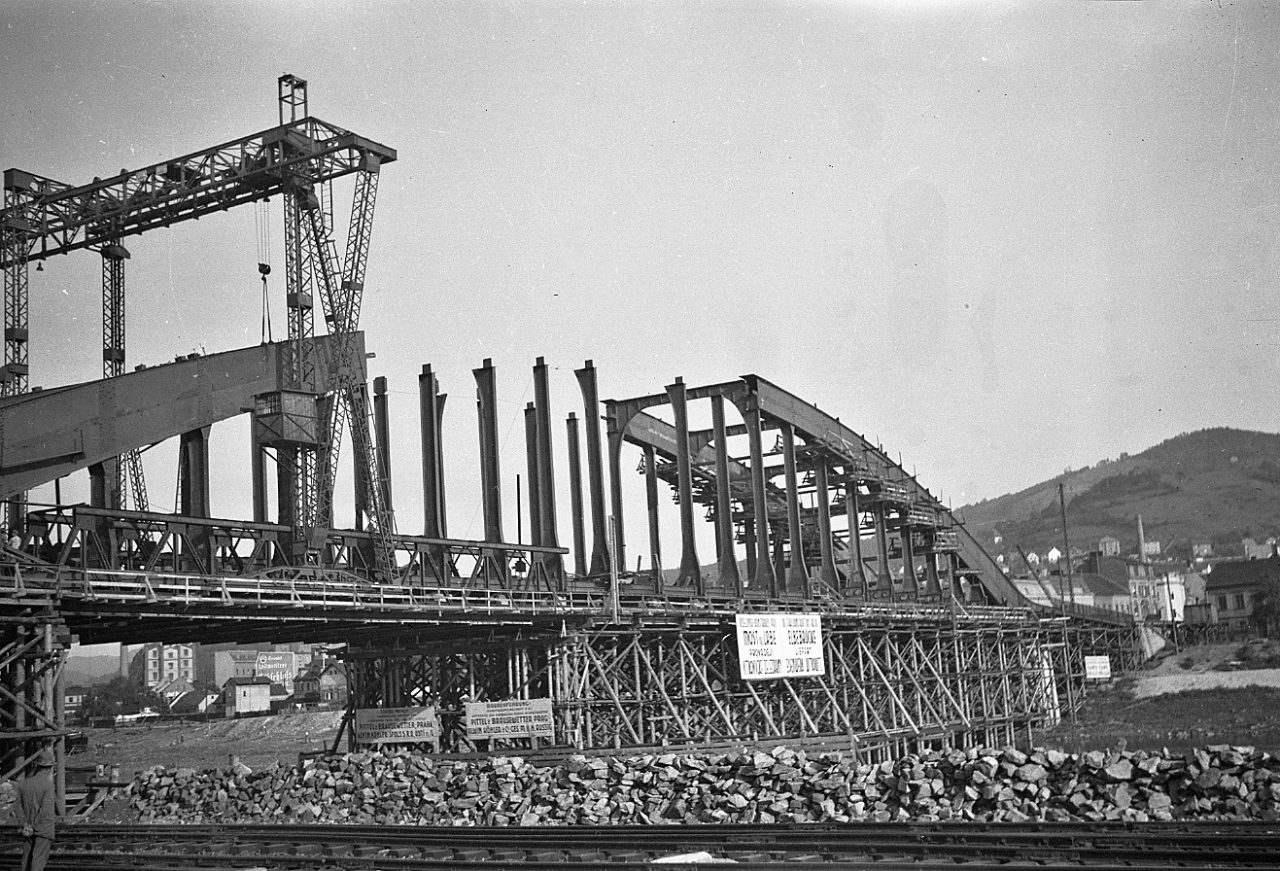

### Viaduktbau und Zufahrtsstraßen
Ebenfalls im Mai 1935 begann der Bau einer Unterführung unter der Bahnstrecke Prag–Bodenbach (Praha–Děčín). Die Arbeiten mussten unter laufendem Bahnbetrieb erfolgen und eine lichte Höhe zur Durchfahrt größerer Fahrzeuge gewährleisten, ohne das Hochwasserniveau zu unterschreiten. Aufgrund widriger Wetterbedingungen im Winter 1935/36 wurde das Baustellenareal mit einer beheizten Holzbaracke überdacht. Die Stahlkonstruktion stammte ebenfalls von den Witkowitzer Eisenwerken, die Betonarbeiten führten Pittel & Brausewetter sowie Alvin Köhler & Co. aus. Die Belastungsprobe des Viadukts erfolgte im Frühling 1936 mit einer 68 Tonnen schweren Tenderlokomotive.
Auf der Aussiger Seite wurde die Zufahrtsstraße zum neu angelegten Brückenknotenpunkt Předmostí (vor der Elbbrücke) gebaut. Zu diesem Zweck erfolgten der Abriss der Klepsch & Söhne GmbH, Obst- und Gemüsekonservenfabrik, der Böhmische Escompte-Bank sowie von Teilen des städtischen Schlachthofs. Da einige Grundstücke, wie etwa das der Druckerei Karel Löwy, nicht rechtzeitig erworben werden konnten, wurden die Arbeiten vor der Elbbrücke bis zur Brückeneröffnung nicht vollständig abgeschlossen. Zusätzlich wurde eine 300 Meter lange Gleisverbindung zum Hafen von Schönpriesen neu verlegt.

## Eröffnung

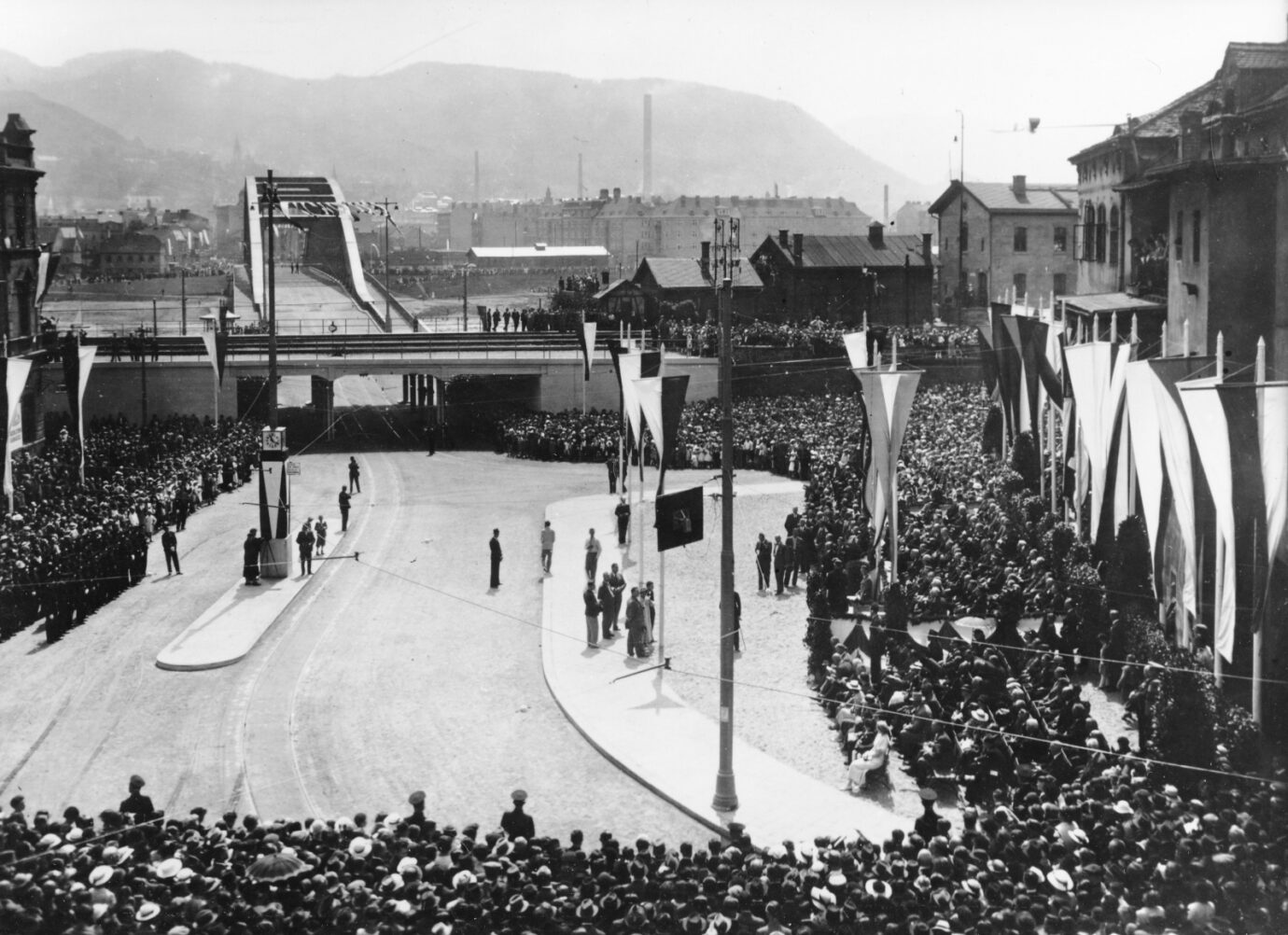
Eröffnung der Brücke am 9. August 1936

Am Sonntag, dem 9. August 1936, wurde die Brücke feierlich der Öffentlichkeit übergeben. Auf dem Gelände vor der Elbe war eine Tribüne für die Ehrengäste errichtet worden, und der Bereich war festlich mit Staats-, Aussig- sowie Schreckenstein-Fahnen geschmückt. Um 11:15 Uhr erklang die tschechoslowakische Nationalhymne. Anschließend hielten der Bürgermeister von Aussig, Leopold Pölzl, der Bürgermeister von Schreckenstein, Vincenc Řepka, sowie Ministerialrat  Karel Žižka vom Ministerium für öffentliche Arbeiten feierliche Ansprachen. In allen Reden wurde betont, dass die neue Brücke nicht nur zwei Gemeinden verbindet, sondern auch als Symbol für das gegenseitige Verständnis zwischen Deutschen und Tschechen steht. Unter festlichen Fanfaren durchtrennten der Bürgermeister Leopold Pölzl das Band in der Brückenmitte. Den Abschluss bildete ein Bankett im Hotel Palace mit Vertretern der Kommunalverwaltung und am Bau beteiligten Firmen.

## Maut
Nach der Eröffnung der Brücke wurde ab dem 10. August 1936 eine Maut für die Nutzung erhoben. Die Mautgebühren variierten je nach Verkehrsart und reichten von einer kostenlosen Passage für Arbeitslose bis zu mehreren Kronen für Busse und Lastwagen. Die Erhebung des Brückenzolls erwies sich jedoch als aufwändig und führte häufig zu Verzögerungen im Verkehrsfluss. Im Oktober 1938 wurde die Maut im Zuge der politischen Gleichschaltung von der nationalsozialistischen Stadtverwaltung abgeschafft. Seither wurden für die Nutzung der Brücke keine Mautgebühren mehr erhoben.

## Sanierungen

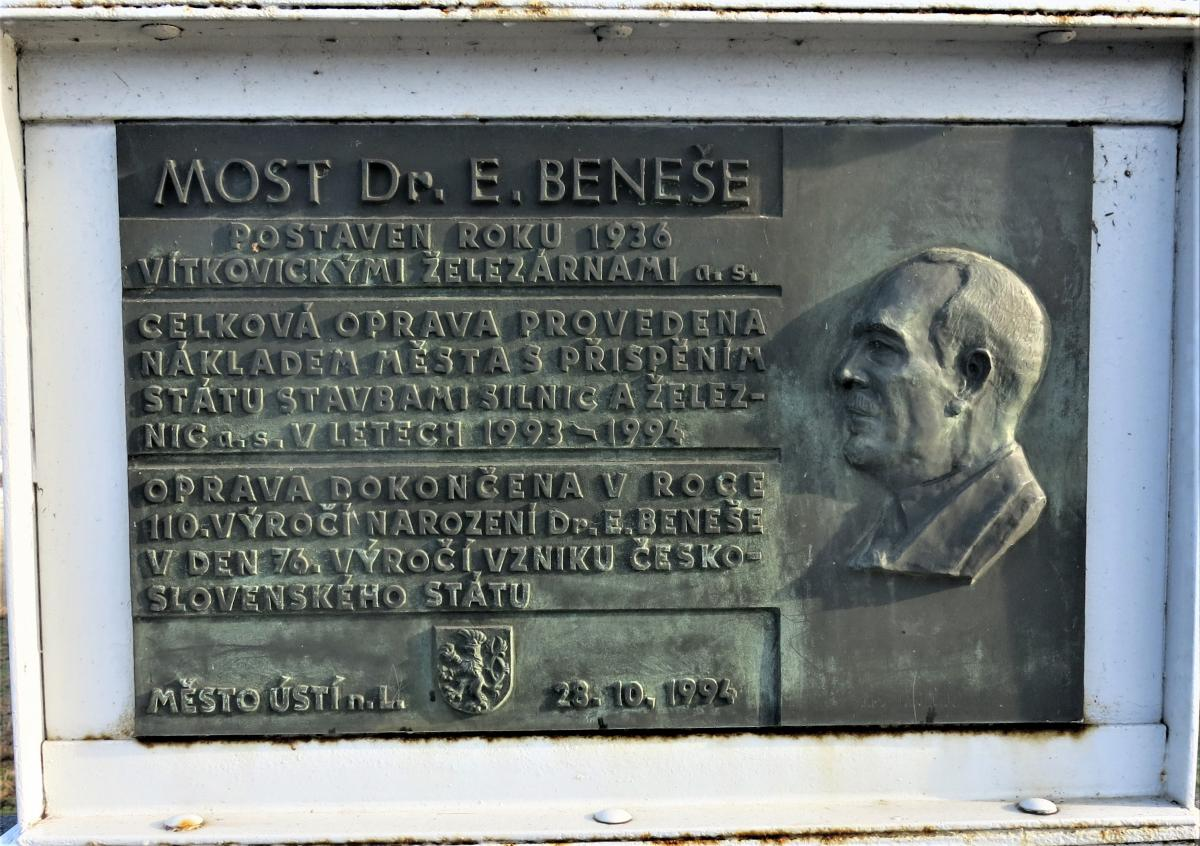
Gedenktafel für die umfassende Brückensanierung 1994

Die Brücke wurde seit ihrer Errichtung mehrfach saniert und instand gesetzt. Eine umfassende Generalüberholung erfolgte insbesondere in den 1990er Jahren, bei der die Stahlkonstruktion verstärkt und zahlreiche schadhaft gewordene Niete durch neue ersetzt wurden. Dabei wurden auch umfangreiche Korrosionsschutzmaßnahmen umgesetzt, um die Lebensdauer der Brücke deutlich zu verlängern.
Wegen des schlechten baulichen Zustands der Brücke ist eine umfassende Sanierung für den Zeitraum von 2024 bis 2026 vorgesehen. Bereits am 28. Oktober 2022 wurde sie für den öffentlichen Nahverkehr gesperrt, der seither über die Marienbrücke umgeleitet wird. Im April 2024 begann der Bau einer provisorischen Fußgängerbrücke am Střekover Ufer, um während der Bauzeit den Fußgängerverkehr sowie die Versorgungseinrichtungen aufrechtzuerhalten. Am 25. April 2025 erfolgte die vollständige Sperrung der Brücke für den gesamten Verkehr, und die eigentlichen Rekonstruktionsarbeiten wurden aufgenommen. Der Abschluss der Sanierung ist für den 31. März 2027 vorgesehen.

## Namen der Brücke
Die Brücke wurde im Laufe ihrer Geschichte mehrfach umbenannt, was die politischen Veränderungen in der Region widerspiegelt.
- 1936–1938: Most Dr. Edvarda Beneše / Dr.-Edvard-Beneš-Brücke – zweisprachig benannt nach dem Präsidenten der Tschechoslowakei Edvard Beneš.
- 1938–1945: Hermann-Göring-Brücke – nach der Eingliederung des Gebietes nach Deutschland im Oktober 1938, benannt nach Hermann Göring.
- 1945–1952: Most Dr. Edvarda Beneše – der ursprüngliche Name wurde nach dem Zweiten Weltkrieg mit der Wiedererrichtung des Staates Tschechoslowakei wiederhergestellt.
- 1952–1990: Most Nikose Belojannise – benannt nach Nikos Belojannis, einem griechischen kommunistischen Politiker und Widerstandskämpfer gegen die Besatzung im Zweiten Weltkrieg.
- seit 1990: Most Dr. Edvarda Beneše – der ursprüngliche Name wurde erneut eingeführt.